# Spogostylum delila
Spogostylum delila är en tvåvingeart som först beskrevs av Friedrich Hermann Loew 1869.  Spogostylum delila ingår i släktet Spogostylum och familjen svävflugor. Inga underarter finns listade i Catalogue of Life.